# Joseph Dosu
Joseph Dosu (* 19. Juni 1973 in Abuja) ist in ehemaliger nigerianischer Fußballtorhüter. Er nahm an den Olympischen Spielen 1996 in Atlanta teil.

## Vereinskarriere
Dosu begann seine Karriere im Nachwuchsbereich von Julius Berger FC in Lagos. Nach seinem Aufstieg in die erste Mannschaft gewann er mit dem Julius Berger FC im November 1996 den nigerianischen FA-Cup. Nach diesem Erfolg unterschrieb er einen Vertrag beim AC Reggiana in der italienischen Serie A. Diesen Vertrag konnte er aber nicht erfüllen, da er 1997 in Lagos in einen schweren Autounfall verwickelt war. Wegen dieses Unfalls musste er seine Karriere mit 23 Jahren beenden.

## Internationale Karriere
Bei den Olympischen Spielen 1996 in Atlanta war er der einzige Spieler der Super Eagles, der noch bei einem nigerianischen Verein spielte. Er war der erste Torwart im Olympiateam. Nach den Olympischen Spielen kam er zu drei Einsätzen in der Nationalmannschaft. Im November 1996 war er Torwart beim 2:0-Sieg in der Qualifikation zur Weltmeisterschaft 1998 gegen Burkina Faso. Im Dezember 1996 spielte er im Freundschaftsspiel gegen Marokko. Im Jänner 1997 stand er nochmals im Aufgebot der Nationalmannschaft beim Qualifikationsspiel gegen Kenia, welches 1:1 endete. Das Spiel war sein letztes in der Nationalmannschaft.

## Karriere als Trainer
Im Jahr 2009 wurde Joseph Dosu als Cheftrainer bei der belgischen Westerlo Football Academy in Lagos vorgestellt. Westerlo betreibt seit 2008 in Zusammenarbeit mit der Julius Berger Nigeria PLC Gruppe eine Fußballakademie in Lagos.